# Ōmachi, Saga
Ōmachi (大町町 Ōmachi-chō) là một thị trấn thuộc huyện huyện Kishima, Saga, Nhật Bản.